# 本能寺大飯店
《本能寺大飯店》，是2017年1月14日上映的日本電影。也是繼電影《豐臣公主》之後，導演鈴木雅之以及演員綾瀨遙與堤真一再次合作的SF電影。

## 故事大綱
倉本繭子任職的公司突然倒閉，她便過起了沒有目標亦不積極的生活。
某日，交往半年的男友吉岡恭一向她求婚，繭子便順水推舟地答應了。繭子為出席恭一父母的金婚慶賀派對，提前前往京都。但錯將入住飯店時間訂為下個月的她，無助地在街道上四處徘徊，意外來到一間靜靜佇立在小巷底的「本能寺大飯店」。
飯店總管引導其入內，辦理完入住手續，進入電梯後，繭子吃下並咬碎了街上買的金平糖。
伴隨著本應故障的音樂盒默默響起的旋律，她闖進不可思議的世界。繭子回過神來才發現自己穿越時空，來到戰國時代的京都。而出現在她面前的，是即將統一天下的織田信長。她在一日之內莫名其妙地往返於「本能寺大飯店」與戰國時代的京都之間。
在與信長公及森蘭丸互動的過程裡，沒有人生方向的繭子憧憬並羨慕有遠大夢想的信長公。然而很快地，繭子發現自己回到的，恰恰是天正10年（1582年）6月2日「本能寺之變」發生的前一天。

## 登場角色
- 倉本繭子：綾瀨遙
- 織田信長：堤真一：宋克軍（中文配音）
- 森蘭丸：濱田岳
- 吉岡恭一：平山浩行
- 本能寺大飯店負責人：風間杜夫：宋克軍（中文配音）
- 明智光秀：高嶋政宏：何志威（中文配音）
- 吉岡征次郎：近藤正臣：孫誠（中文配音）
- 大塚：田口浩正
- 佐戶井けん太
- 平岩紙
- 迫田孝也
- 赤座美代子
- 曾我部洋士
- 豐田康雄
- 峰蘭太郎
- 永野宗典
- 八嶋智人
- 宇梶剛士
- 飯尾和樹
- 加藤諒
- 旁白：中井貴一

## 工作人員
- 導演 - 鈴木雅之
- 劇本 - 相沢友子
- 製作 - 小川晋一，市川南，堀義貴
- 製作人 - 土屋健，古郡真也，片山怜子
- 聯合製作人 - 大坪加奈
- 音樂 - 佐藤直紀
- 攝影 - 江原祥二
- 照明 - 杉本崇
- 錄音 - 柿澤潔
- 編輯 - 田口拓也
- 美術 - 棈木陽次，吉澤祥子
- 装飾 - 大橋豐
- 道具 - 上田耕治
- 服裝 - 大塚満，沖田正次
- 化妝・結髪 - 山下綠
- VFX監督 - 西尾健太郎
- VFX製作 - 赤羽智史
- 音響効果 - 柴崎憲治
- 選曲 - 藤村義孝
- 記錄 - 稲田麻由子
- 替補導演 - 服部大二
- 助理導演 - 三橋利行
- 制作担当 - 鍋島章浩
- 製作 - 富士電視台，東宝，ホリプロ
- 制作協力 - 東映京都撮影所
- 製作公司- FILM
- 發行 - 東宝

## 取景地
- 龜山本德寺（兵庫縣姬路市）

## 備注
1. ↑  . 映画.com. 2016-09-27  [2017-01-13]. （原始内容存档于2021-01-19）.
2. ↑  .   [2017-12-13]. （原始内容存档于2017-12-09）.

## 外部連結
- 官方網站
- 東宝官方網站 （页面存档备份，存于）
- 本能寺大飯店 - allcinema